# Jan III (książę Meklemburgii)
Jan III (zm. 31 grudnia 1438) – książę Meklemburgii-Stargard od 1416 r. 
Jan był synem księcia Meklemburgii na Stargardzie Jana II i Katarzyny (Wilheidy), córki wielkiego księcia litewskiego Olgierda. W 1416 r., gdy zmarł jego ojciec, objął tron w części Meklemburgii ze Stargardem. Panował początkowo wspólnie ze stryjem Ulrykiem I, a po jego śmierci w 1417 r. z jego synami Albrechtem II (zmarłym bezpotomnie w 1423 r.) i Henrykiem.
W 1418 lub 1419 r. Jan został pojmany i uwięziony przez margrabiego Brandenburgii Fryderyka I Hohenzollerna. Elektor brandenburski chciał wymóc uznanie jego zwierzchności nad Stargardem (niegdyś stanowiącym część Brandenburgii, przekazanym jednak jako wiano brandenburskiej księżniczki książętom meklemburskim). Wojna pomiędzy Fryderykiem a książętami meklemburskimi i pomorskimi trwała do 1427 r., zawarty w czerwcu tego roku pokój nie przyniósł jednak uwolnienia księcia Jana. Jan zmuszony został do podpisania odrębnej umowy, kilkanaście dni później, na mocy której odzyskał wolność w zamian za wysoki okup oraz uznanie zależności lennej względem elektora. Prawdopodobnie podupadły na zdrowiu, ostatnie lata życia spędził na uboczu.
W 1436 r. zmarł Wilhelm, ostatni książę z linii dynastii meklemburskiej rządzącej Werle (odrębna część władztwa pierwszych książąt meklemburskich, wydzielona na skutek podziału między synów książęcych w 1227 r.). Jan i współrządzący z nim Henryk, a także władcy Meklemburgii-Schwerin: Henryk IV Gruby i Jan V uznali się za jego dziedziców. Roszczenia do tego terenu zgłosił jednak także Fryderyk Hohenzollern (Brandenburgia sprawowała zwierzchność lenną nad częścią Werle). Konflikt został zakończony traktatem zawartym po śmierci Jana, w 1442 r., zgodnie z którym Werle przeszło pod wspólne rządy wszystkich książąt meklemburskich.
Żoną Jana była Lutruda, córka księcia Anhaltu-Köthen Albrechta IV. Małżeństwo było bezpotomne. Po śmierci Jana III samodzielnym księciem Meklemburgii-Stargard pozostał jego kuzyn, Henryk.